# Cratichneumon pectoralis
Cratichneumon pectoralis är en stekelart som först beskrevs av Thomas Say 1829.  Cratichneumon pectoralis ingår i släktet Cratichneumon och familjen brokparasitsteklar. Inga underarter finns listade i Catalogue of Life.